# (37124) 2000 VH11
2000 VH11 (asteroide 37124) é um asteroide da cintura principal. Possui uma excentricidade de 0.12897910 e uma inclinação de 0.53137º.
Este asteroide foi descoberto no dia 1 de novembro de 2000 por LINEAR em Socorro.